# Anna Bossman
Pour les articles homonymes, voir Bossman.
Anna Bossman (née le 1er décembre 1957) est une diplomate et avocate ghanéenne des droits de l'homme. Elle a été directrice du Département de l'intégrité et de la lutte contre la corruption de la Banque africaine de développement (BAD),, et depuis 2017, elle est ambassadrice du Ghana en France.  

## Éducation
Née à Kumasi, au Ghana, du Dr Jonathan Emmanuel Bossman, ancien représentant du Ghana aux Nations unies à Genève et d'Alice Decker, Anna Bossman a fréquenté la Holy Child School à Cape Coast, puis l'école Achimota pour ses études secondaires. Elle a obtenu un diplôme en droit et en sciences politiques de l'université du Ghana à Legon et de l'École de droit du Ghana en 1980, avant d'être admise au barreau du Ghana cette année-là.  

## Carrière
Après avoir été procureure adjointe au ministère de la Justice du Ghana, Anna Bossman a exercé en pratique privée et, au cours des 25 années suivantes, a poursuivi une carrière dans l'industrie pétrolière et gazière et le secteur de l'énergie, en travaillant avec de grandes sociétés internationales (dont Tenneco) au Gabon (où elle a été la première femme secrétaire générale de l'Union gabonaise des sociétés pétrolières), Congo, Côte d'Ivoire, Angola, ainsi qu'au Ghana, où en 1996 elle a fondé Bossman Consultancy Limited pour soutenir les services publics d'électricité et les secteurs de l'énergie, les institutions internationales et les organismes donateurs ainsi que les entreprises privées et les investisseurs commerciaux.  
Elle a été commissaire adjointe de la Commission ghanéenne des droits de l'homme et de la justice administrative (CHRAJ) de 2002 à 2010, où elle a été nommée commissaire par intérim.  
En juillet 2011, elle était employée par le Groupe de la Banque africaine de développement en tant que directrice du Département de l'intégrité et de la lutte contre la corruption, chargée des enquêtes sur les fraudes, la corruption et autres abus.  
En juin 2017, elle a été nommée ambassadrice du Ghana en France et a présenté ses lettres de créance au président français Emmanuel Macron le 13 octobre 2017. Elle a auparavant été ambassadrice du Ghana au Portugal et représentante permanente de son pays auprès de l'UNESCO, de l'OCDE et de l'Organisation internationale de la francophonie.

## Vie privée
Elle a eu une fille avec Pierre Claver Damiba.

## Prix et distinctions
- 2008 : Ghana Women's Achievers Award for Excellence in Human Rights[9]